# Inférence causale

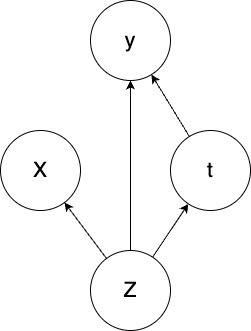
Graphe d'inférence causale ou Z affecte la variable X et le résultat y d'une solution t.

L'inférence causale est le processus par lequel on peut établir une relation de causalité entre un élément et ses effets.
C'est un champ de recherche à la croisée des statistiques, de l'économétrie, de l'épidémiologie, de la méthodologie politique et de l'intelligence artificielle.

## Histoire
En 1920, Sewall Wright développe la première path analysis. Cette analyse graphique des relations de causalité entre les variables constitue selon Judea Pearl un travail pionnier dans l'inférence causale.
Dans les années 1970, Donald Rubin (Rubin 1974)
développe un modèle causal dit modèle à résultat potentiel dans un article intitulé Estimating Causal Effects of Treatments in Randomized and Nonrandomized Studies. Ce modèle est connu sous le nom de modèle causal de Neyman-Rubin,.

## Revues
- Journal of Causal Inference